# Kluczowe (rejon mariupolski)
Kluczowe (ukr. Ключове) – wieś (dawniej osiedle) na Ukrainie, w obwodzie donieckim, w rejonie mariupolskim. Według spisu powszechnego z 2001 roku zamieszkiwana przez 274 osoby, z czego 41 posługiwało się językiem ukraińskim, 218 rosyjskim, 11 ormiańskim, 4 greckim.